# Ringatū
Ringatū – powstała w połowie XIX wieku synkretyczna religia maoryska. Jest to najstarszy z istniejących pośród Maorysów nowych ruchów religijnych, skupiający współcześnie około 8 tysięcy wyznawców.
Twórcą ruchu był pochodzący z plemienia maoryskiego Te Kooti (1830–1893), początkowo urzędnik administracji kolonialnej, podczas powstania Hau-hau w latach 60. XIX wieku niesłusznie aresztowany i wywieziony do więzienia na Wyspach Chatham. W więzieniu zaczął czytać Biblię i począwszy od 1867 roku głosił swoim współwięźniom inspirowane doktryną chrześcijańską orędzie o charakterze mesjańskim, przemieszane z tradycyjnymi maoryskimi wierzeniami w moc tabu. W 1868 roku zdołał uciec z Wysp Chatham i powrócił do Nowej Zelandii, gdzie prowadził walkę partyzancką przeciwko władzy kolonialnej. Pomimo wyznaczenia wysokiej nagrody za jego głowę, nigdy nie został schwytany. Ostatecznie w 1883 roku otrzymał amnestię. Zapoczątkowany przez Te Kootiego ruch został oficjalnie zarejestrowany jako związek wyznaniowy w 1938 roku.
Nazwa Ringatū oznacza w języku maori „wniesione ręce” i odnosi się do praktykowanego przez wiernych sposobu modlitwy, z rękami wniesionymi w górę ku niebu. Wyznawcy religii identyfikują się ze starożytnym Izraelem, Te Kooti uznawany jest zaś za proroka i męczennika. Podstawowe wydarzenia z historii kościoła odczytywane są jako paralele z historią biblijną: ucieczka Te Kootiego z Wysp Chatham to przejście przez Morze Czerwone, wieloletnia walka partyzancka z władzą kolonialną to wędrówka do Ziemi Obiecanej, ostateczna legalizacja wspólnoty to przybycie do kraju Kanaan. Wyznawcy oczekują zapowiedzianego przez Te Kootiego nadejścia Mesjasza, który ma przybyć ze wschodu. Nabożeństwa w kościołach Ringatū odbywają się po zapadnięciu zmierzchu w soboty, 12. dnia każdego miesiąca oraz w Dzień Dziękczynienia 1 stycznia i Dożynki 1 listopada. W ich trakcie wierni czytają fragmenty Biblii, modlą się i śpiewają. Wspólnota ma własną hierarchię: każda gmina wybiera swojego kapłana zwanego tohunga, odpowiedzialnego za odprawianie nabożeństw, udzielanie ślubów i pogrzebów. Na czele kościoła jako całości stoi kierownik zwany poutikanga, ponadto działają znachorzy i służba porządkowa. Centralna kościoła mieści się w Wainui niedaleko Whakatane, gdzie w pierwsze dni stycznia i czerwca obchodzone są specjalne święta.